# Stora Herrestad
Stora Herrestad – miejscowość (tätort) w Szwecji, w regionie administracyjnym (län) Skania, w gminie Ystad.
Według danych Szwedzkiego Urzędu Statystycznego liczba ludności wyniosła: 331 (31 grudnia 2015), 315 (31 grudnia 2018) i 314 (31 grudnia 2019).